# Buxton (Maine)
Buxton  város az USA Maine államában, York megyében. Lakosainak száma 8376 fő (2020. április 1.).

## Népesség
A település népességének változása:

| 2010 | 8 034 |
| 2020 | 8 376 |